# Bartosz Izbicki
Bartosz Izbicki (ur. 1975) – polski muzykolog, organista, kompozytor, dyrygent i założyciel Zespołu Muzyki Dawnej Jerycho.

## Życiorys
Absolwent muzykologii kościelnej w Akademii Teologii Katolickiej (obecnie UKSW) w Warszawie. W 1996 roku uczestniczył w kursie chorału gregoriańskiego pod kierunkiem Marcela Pérèsa w Royaumont. W 2006 roku obronił doktorat. Od 2007 roku współpracuje z Instytutem Sztuki PAN, m.in. przygotowuje komputerowe indeksy polskich antyfonarzy średniowiecznych. W 2011 roku stworzył portal poświęcony polskim rękopisom średniowiecznym cantus.edu.pl powiązany z międzynarodowym projektem CANTUS Database – publikuje zdjęcia i indeksy polskich źródeł, co pozwala poznać polski dorobek szerokiemu gronu badaczy z całego świata. Napisał też kilka pionierskich artykułów o tradycji chorału gregoriańskiego na ziemiach polskich w XIX wieku. W 2013 roku założył Zespół Muzyki Dawnej Jerycho, posługujący się tradycyjnym idiomem śpiewu liturgicznego, z którym wykonuje historyczne śpiewy polskie i łacińskie, stosując improwizowaną polifonię. 